# Наумов, Георгий Борисович
Георгий Борисович Наумов (13 сентября 1929, Москва — 15 июля 2019, Москва) — советский и российский геолог и геохимик, доктор геолого-минералогических наук, профессор, Заслуженный деятель науки Российской Федерации (1999), Почётный разведчик недр, лауреат премии имени А. П. Виноградова РАН (2005). Специалист в области геологии и геохимии редких элементов и минералогии, занимался вопросами теоретического и экспериментального изучения физико-химических условий миграции отдельных элементов. Заместитель главного редактора журнала «Геохимия» АН СССР. Исследователь истории геохимии и творчества академика В. И. Вернадского.

## Биография
Родился 13 сентября 1929 года в Москве.
В 1953 году окончил Московский геологоразведочный институт им. С. Орджоникидзе по специальности инженер-геолог.
Начал работать в Институте геохимии и аналитической химии им. В. И. Вернадского АН СССР. Занимался геохимией процессов рудообразования месторождений урана, прошёл путь от лаборанта до заведующего лабораторией геохимии редких элементов.
В составе коллектива авторов участвовал в подготовке критической сводки термодинамических характеристик неорганических веществ (Г. Б. Наумов, Б. Н. Рыженко, И. Л. Ходаковский. Справочник термодинамических величин (для геологов). М.: Атомиздат. 1971)
С 1990 года работал в Государственного геологического музея им. В. И. Вернадского. Заместитель директора, советник директора. Изучал и популяризировал творчество В. И. Вернадского, его идеи о эволюции биосферы и ноосферы.
В 2002 году принимал участие в телепередаче по теме «Биосфера и ноосфера» (Гордон (телепередача)).
С 2014 года одновременно работал главным научным сотрудником отдела «Подготовки перспективных участков для постановки поисковых работ» Центра региональных геохимических работ ИМГРЭ.
C 2015 года читал лекции на кафедре «Прикладной геохимии и петрографии» МГРИ по геохимии процессов рудообразования и экологической геохимии.
Научные интересы последних лет: история геохимии, глобальная экология, вернадоведение, геохимия биосферы, ноосферное просвещение, техносфера.
Скончался на 90 году жизни, 15 июля 2019 года в Москве.

## Семья
Жена: Валентина Ильинична
Братья: Наумов, Владимир Борисович (род. 1938) — геохимик, и [уточнить]

## Звания, награды и премии
- Орден Трудового Красного Знамени
- Медаль «Ветеран труда»
- Медаль «Горняцкая слава»
- Заслуженный деятель науки Российской Федерации (1999)[6]
- Почётный разведчик недр
- 2005 — Премия имени А. П. Виноградова РАН, за серию работ «Термодинамика геохимических процессов»[7].

## Членство в организациях
- КПСС
- РАЕН
- Академия горных наук
- Международный клуб В. И. Вернадского (Vernadsky club).